# Joyze
Joyce Tiggelovend (Maastricht, 4 september 1986) is een Nederlandse zangeres, bekend onder de naam Joyze.

## Biografie

### Eerste successen
In 2000 behaalt Joyce haar eerste succes met het liedje 'Game of Love'. De single bereikt de nummer 1-positie in de Spaanse dance charts. Na dit succes gaat Joyce een samenwerking aan met DJ Kicken. In 2004 zingt ze in het nummer 'Ain't no party (like an alcoholic party)' van DJ Kicken vs Mc-Q. Het nummer behaalt een top 10 notering in de Belgische ultratop 50.Haar tweede single met DJ Kicken vs Mc-Q 'Happy together' wordt ook een succes. In maart 2005 haalt dit nummer de 29e positie in de Nederlandse Top 40. De laatste single samen DJ Kicken: 'What's Up?' (Cover van de 4 Non Blondes) wordt geen grote hit. Het liedje behaalt de 42e plek in de mega top 100.

### Nieuwe richting
Eind 2006 besluit Joyce een nieuwe muzikale weg in te slaan. Samen met Roeland Ruijsch van Dugteren schrijft ze een twaalftal nieuwe nummers. De nieuwe sound is meer pop/rock. In maart 2007 tekent Joyce een platencontract bij 21st Century Music, het platenlabel van Erik de Zwart en Pim van der Kolk. Vanaf dat moment verandert haar artiestennaam in Joyze.
In april en mei 2007 worden er in de Sandlane Recording Facilities te Rijen opnamen gemaakt voor haar debuutalbum 'The Unpredictable Me'.
Op 10 december 2007 wordt de videoclip voor de promo single 'The Unpredictable Me' opgenomen in de 'Amsterdamse Studio'. Regisseurs van deze clip zijn Daniel Nogueira en Danyael Sugawara. 18 januari 2008 is de single als download verkrijgbaar.

### The Unpredictable Me (Album)
Op 19 en 20 april wordt de videoclip van 'Impossible' opgenomen in een kasteel in het Belgische plaatsje Blègney. Tommy Parker (Theunisz) regisseert de opname en hoofdrolspelers zijn Melody Klaver (Afblijven, Oorlogswinter) en Mike Weerts (Voetbalvrouwen). De single 'Impossible' is de officiële single voor de release van het album: 'The Unpredictable me' dat in oktober 2008 zal uitkomen. De single wordt een kleine hit en behaalt de top 20 in de single top 100.
Begin september neemt de zangeres de clip op voor haar derde single: 'Way Too Long'. De regie is wederom in handen van Parker (Theunisz), de videoclip gaat op 10 oktober online in première. De single zelf wordt uitgebracht op 24 oktober. Het album: The Unpredictable Me ziet haar release een week later op 31 oktober.

## Discografie

### Singles
| Single met eventuele hitnotering(en) in de Nederlandse Top 40 | Datum van verschijnen | Datum van binnenkomst | Hoogste positie | Aantal weken | Opmerkingen           |
| ------------------------------------------------------------- | --------------------- | --------------------- | --------------- | ------------ | --------------------- |
| Happy together                                                | 2005                  | 26-03-2005            | 29              | 2            | als DJ Kicken vs Mc-Q |
| Impossible                                                    | 2008                  | 19-07-2008            | tip8            | -            |                       |

| Single met hitnotering(en) in de Vlaamse Ultratop 50 | Datum van verschijnen | Datum van binnenkomst | Hoogste positie | Aantal weken | Opmerkingen           |
| ---------------------------------------------------- | --------------------- | --------------------- | --------------- | ------------ | --------------------- |
| Ain't no party (Like an alcoholic party)             | 2004                  | 14-08-2004            | 8               | 17           | als DJ Kicken vs Mc-Q |
| Happy together                                       | 2005                  | 02-07-2005            | 42              | 5            | als DJ Kicken vs Mc-Q |